# Дятьково (станция)
Дя́тьково — станция Московской железной дороги в одноимённом городе Брянской области. 
Адрес станции: 242600, г. Дятьково, Вокзальная ул., д. 1.
Станция расположена на линии Брянск — Фаянсовая между станциями «Любохна» и «Куява», деля её на две приблизительно равные части (расстояние до Брянска — 47 км, до Фаянсовой — 55 км). 
По объему выполняемой работы станция отнесена к 4 классу. Станция открыта для грузовых коммерческих операций по параграфам 1, 3 и 5.
На 2017 год пассажирское движение на станции представлено одной парой поездов дальнего следования — № 075/076 «Гомель — Москва» (формирования БЧ). 
| № поезда | Маршрут движения | № поезда | Маршрут движения |
| -------- | ---------------- | -------- | ---------------- |
| 75       | Москва — Гомель  | 76       | Гомель — Москва  |

На 2020 год в связи с эпидемией коронавируса COVID-19 пара поездов дальнего следования № 075/076 «Гомель — Москва» отменена. 
Кроме того, по станции осуществляется движение пригородных поездов ЦППК до ближайших узловых станций — на Брянск (5 пар в день) и Фаянсовую (3 пары в день). 
В северной горловине станции примыкают подъездные пути Дятьковского деревообрабатывающего завода, чья территория расположена восточнее станции. В южной горловине примыкает отходящее к западу от основной линии ответвление на Старь.